# Trachelas ibericus
Trachelas ibericus is een spinnensoort uit de familie van de Trachelidae.
De wetenschappelijke naam van de soort werd in 2009 gepubliceerd door Bosselaers et al.